# Ахроменко, Владислав Игоревич
Владислав Игоревич Ахроменко (бел. Уладзіслаў Ігаравіч Ахроменка; 29 января 1965, Гомель, Белорусская ССР, СССР — 9 ноября 2018, Белосток, Польша) — современный белорусский писатель, сценарист и прозаик, журналист, педагог.

## Биография
Родился 29 января 1965 года в Гомеле. Мать — Ирина Константиновна, учитель Гомельского музыкального училища им. Соколовского; Отец — Игорь Ефимович, инженер завода РТО.
Учился в Гомельской средней школе № 26 (годы учёбы: 1972—1978). Получил музыкальное образование.
Работал учителем в музыкальной школе Лоева, корреспондентом журнала «Крыніца», редактором отдела журнала «Бярозка», ответственным секретарем и редактором отдела газеты «Культура». С 1993 года работал по договорам с книгоиздательствами и кинокомпаниями. В последние годы активно сотрудничал с «Радио Рация».
Скончался 9 ноября 2018 года на 54-м году жизни в Белостоке. Причиной смерти стал тяжёлый инфаркт, который он перенёс в конце октября.

### Семья
- Был женат, двое детей: Елизавета Ахроменко и Константин Ахроменко.

## Произведения
- «Здані і пачвары Беларусі» (1994 г.), в соавторстве с Максимом Климковичем под псевдонимами Франтишек Хлус и Мартин Юр)
- кинороман «Янкі, альбо Астатні наезд на Літве» (2007), в соавторстве с Максимом Климковичем
- «Праўдзівая гісторыя Кацапа, Хахла і Бульбаша» (2009), в соавторстве с Максимом Климковичем
- «Тэорыя змовы» (2011)
- «Русалка Камсамольскага возера» (2010), в соавторстве с Максимом Климковичем[5].